# 花畑站
花畑站（日语：／ Hanabatake eki */?）是位於福岡縣久留米市花畑一丁目，西日本鐵道（西鐵）的天神大牟田線車站。車站編號為T28。所有列車停靠此站。另外，多班來自福岡（天神）方向急行列車於此站折返。

## 歷史

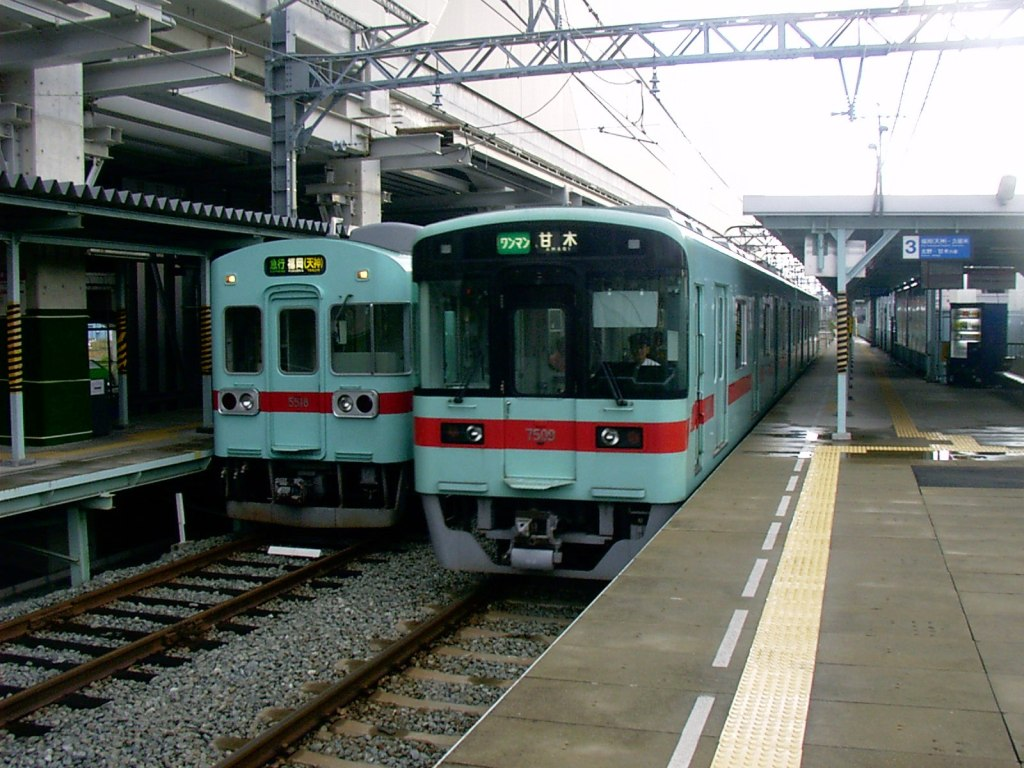
隨著進行高架化工程，此站曾經使用臨時路軌和月台（2004年10月10日）

- 1932年（昭和7年）12月28日 - 車站啟用。車站北邊的道路上設有三井線（三井電氣軌道（日语：三井電気軌道） → 九州鐵道 (第2代)（日语：九州鉄道 (2代)））（甘木 - 福島間）路軌。
- 1951年（昭和26年）11月20日 - 西鐵久留米至試驗場前之間成為雙線鐵路。
- 1958年（昭和33年）11月27日 - 福島線（日语：西鉄福島線）（日吉町至福島間）廢止，福島線的電車站也廢止。
- 1967年（昭和42年）4月20日 - 隨著西鐵久留米站進行高架化工程，西鐵久留米站的緩急接續功能，以及甘木線列車的留置線遷移至此站。使此站增設至擁有2面4線的月台，車站西邊設有3條留置線。
- 1969年（昭和44年）3月1日 - 西鐵久留米站高架化完成，此站再沒有緩急接續的功能。
- 1971年（昭和46年） - 翻新車站大樓。
- 1993年（平成5年） - 翻新車站大樓。
- 1998年（平成10年）9月5日 - 花畑站附近進行連續立體化工程（工程由福岡縣推行）開始，進行了動工儀式[1]。
- 2004年（平成16年）10月17日 - 西鐵久留米站至試驗場前站之間高架化完成[2]。此站進行翻新同時高架化。所有列車均停靠此站。
- 2005年（平成17年） - 車站附近的連續立體化工程完成。
- 2008年（平成20年）5月18日 - 此站開始可以使用IC卡nimoca。
- 2010年（平成22年）11月27日 - 車站周邊的地址更新。此站的地址由「久留米市西町1417番地」變為「久留米市花畑一丁目23番2號」。
- 2017年（平成29年）2月1日 - 此站引入車站編號[3]。

## 車站構造
車站是一座高架車站，設有2面4線的島式月台。2樓設有大堂和閘口，3樓設有月台。
於此站折返的列車中，列車會到達大牟田下行本線後，前往引上線，然後經過渡線進行上行線。

### 月台
| 月台 | 路線          | 上下行 | 方向                     | 備註 |
| ---- | ------------- | ------ | ------------------------ | ---- |
| 1、2 | ■天神大牟田線 | 下行   | 柳川、大牟田方向         |      |
| 3、4 | ■天神大牟田線 | 上行   | 久留米、福岡（天神）方向 |      |

前往大牟田方向的急行列車可轉乘下行普通列車。
在高架化工程開始前，此站設有2面4線的月台，另外設有讓甘木線車輛停泊的3條留置線。隨著車站進行高架化，留置線遷移至大善寺站，在使用臨時車站時設有2面3線的月台。
另外，月台設置了花盤。由於車站名為「花畑」（意譯：花田），因此在月台上的站名牌的背景是「非洲菊」、「久留米杜鵑花」、「大波斯菊」。

## 商業設施
總樓面 7,084.65 平方米（商業設施部分，包含停車場空間） 　　
1階　≪Life Zone≫
- 食彩館西鐵商店（日语：にしてつストア）　花畑店
- 100圓店meets. 西鐵商店花畑店
- 大賀藥局（日语：大賀薬局）　花畑店
- Home Dry　西鐵花畑店
- 麵包de cafe木村屋（日语：木村屋）

2階　≪Clinic Zone≫
- 久留米綜合美容外科 美容外科
- 佐佐齒科口腔外科 齒科、口腔外科
- 稻田內科診所

## 使用狀況
在2019年度，1日平均上下車人次為7,791人。在西鐵車站中排名第18位
以下為各年度1日平均使用人次列表：
| 年度   | 1日平均 乘車人次 | 1日平均 上下車人次 |
| ------ | ---------------- | ------------------ |
| 2007年 | 2,975            | 5,901              |
| 2008年 | 3,265            | 6,489              |
| 2009年 | 3,337            | 6,630              |
| 2010年 | 3,501            | 6,971              |
| 2011年 | 3,607            | 7,178              |
| 2012年 |                  | 7,250              |
| 2013年 |                  | 7,488              |
| 2014年 | 3,685            | 7,344              |
| 2015年 | 3,803            | 7,598              |
| 2016年 | 3,808            | 7,594              |
| 2017年 | 3,833            | 7,642              |
| 2018年 | 3,896            | 7,756              |
| 2019年 |                  | 7,791              |

## 車站周邊
隨著車站高架化，車站附近進行重建，變成住宅區。另外，西出口、東出口均設有迴旋路。西出口迴旋路上設有巴士站。
- 福岡銀行
- 筑後信用金庫（日语：筑後信用金庫）
- 久留米花畑郵局
- 佐賀共榮銀行（日语：佐賀共栄銀行）
- NTT西日本（日语：西日本電信電話）
- 內藤醫院
- 堀川醫院
- 久留米市埋藏文化財中心
- 東本願寺大谷會館
- 大谷幼稚園

## 巴士路線
站前迴旋路上設有西鐵巴士「花畑（西町）巴士站」。
「花畑（西町）」巴士站（站前迴旋路內）
- 6

花畑→西町→附屬校前→十二軒屋→津福今町
花畑→廣又→西鐵久留米（西鐵久留米站）
- 30

花畑→一丁田→福島→八女營業所
- 32

花畑→西町→南町→上津荒木→福島→八女營業所
花畑→廣又→西鐵久留米→六門、城市廣場前→市政廳前→JR久留米站
- 55

花畑→西町→荒木→西牟田→羽犬塚站前
花畑→廣又→西鐵久留米→六門、城市廣場前→市政廳前→JR久留米站
「花畑（福島）」巴士站（站前路口）
- 30

花畑→廣又→西鐵久留米→六門、城市廣場前→市政廳前→JR久留米站
- 快速3

花畑→西鐵久留米→六門、城市廣場前→大學醫院

## 相鄰車站
西日本鐵道
■天神大牟田線
■特急、■急行
西鐵久留米（T27）－花畑（T28）－大善寺（T32）
■普通
西鐵久留米（T27）－花畑（T28）－聖瑪麗病院前（T29）

## 注腳
1. ↑  . 交通新聞 (交通新聞社). 1998-09-08: 1 （日语）.
2. ↑  . RAIL FAN (鉄道友の会). 2004年12月, 51 (12): 27 （日语）.
3. ↑   (PDF). 西日本鐵道. 2017-01-24  [2017年3月20日]. （原始内容 (PDF)存档于2020-07-28） （日语）.
4. 1 2   (PDF). 西日本鉄道. 2019-10-07  [2019-10-10]. （原始内容 (PDF)存档于2020-11-29） （日语）.
5. ↑  . 西日本鉄道株式会社.   [2021-01-14]. （原始内容存档于2021-01-29） （日语）.
6. ↑  久留米市統計書（運輸・通信）西鉄各駅乗降人員数 （页面存档备份，存于）（日語） 2021年3月4日參閲

## 外部連結
- 花畑站（西鐵沿線web） （页面存档备份，存于）（日語）